# Ricardianska modellen
Den ricardianska modellen är en klassisk modell av internationell handel som utvecklades av ekonomen David Ricardo under tidigt 1800-tal. Antagandet är att internationell handel enbart beror på skillnader i olika länders arbetsproduktivitet. Modellen är således en singelfaktormodell.
Ett viktigt begrepp som Ricardo införde är komparativ fördel. Komparativa fördelar bygger på skillnader i alternativkostnader. Det är inte så att ett land som är bättre på att producera en vara i absoluta termer – och därmed har en absolut fördel –  kommer att tillverka och exportera den varan, utan i stället produceras de varor som man är bäst på relativt de andra varor som man själv skulle kunna producera. Ett annat sätt att se på saken är att en partiell jämviktsanalys av utbud och efterfrågan, som enbart innefattar en enda marknad, kommer att vara bristfällig när det gäller internationell handel. Det krävs en allmän jämviktsanalys som tar hänsyn till åtminstone två olika varumarknader. Ricardos tes är att om två länder specialiserar sig på de varor där de har komparativa fördelar kommer bägge länderna att åtnjuta handelsvinster som följd. 
Enligt Ricardo skulle alla länder tjäna på att handeln var fri. Hans idé innebar att varje land skulle specialisera sig på att producera de varor som de var relativt sett bäst på och sedan sälja dessa på en fri marknad. Länderna behöver då inte lägga ner kraft på att producera varor som man har sämre förutsättningar för att producera. På så sätt tjänar alla länder på handeln och världens resurser skulle användas på ett effektivare sätt. Produktiviteten och levnadsstandarden i alla länder skulle på så sätt öka.
Med Sverige som exempel så är skogen en av landets största naturtillgångar, därför har landet specialiserat sig på att producera produkter som kommer från skogen, papper etc.

## Exempel
En norsk firma behöver en ny maskin och offerter begärs in från svenska och norska företag. Antag att följande offerter kommer in:
| Svensk firmas bud            | Norsk firmas bud              |
| ---------------------------- | ----------------------------- |
| 80000 Kr (med 10 % marginal) | 100000 Kr (med 10 % marginal) |

Det ekonomiska utfallet för länderna i stort blir olika beroende på vilket val beställaren gör.
| Vald leverantör | Utfall Sverige | Utfall Norge | Utfall Totalt |
| --------------- | -------------- | ------------ | ------------- |
| Svensk          | 8000 Kr        | -80000 Kr    | -72000 Kr     |
| Norsk           | 0 Kr           | -90000 Kr    | -90000 Kr     |

I detta fall tjänar bägge länder på att handel sker över gränserna. Detta eftersom den svenska firman är betydligt mer konkurrenskraftig.

## Modellens svagheter
Den ricardianska modellen ger enligt somliga bedömare en god bild av internationell handel, men är ändå en förenkling av verkligheten. För det första bygger modellen på antaganden om extremt långt driven specialisering i länders produktion, vilket inte stämmer med verkligheten. Vidare tar modellen inte hänsyn till inkomstfördelningen inom länderna; i verkligheten har internationell handel stor inverkan på inkomstfördelningen. Dessutom fångar den ricardianska modellen inte effekter som kommer av skillnader i tillgång på naturresurser länder emellan, vilket i själva verket är en viktig faktor. 

### Exempel
Samma exempel som används ovan kan även användas för att kritisera modellen. En norsk firma behöver en ny maskin och offerter begärs in från svenska och norska företag. Antag att följande offerter kommer in:
| Svensk firmas bud             | Norsk firmas bud              |
| ----------------------------- | ----------------------------- |
| 100000 Kr (med 10 % marginal) | 100000 Kr (med 10 % marginal) |

Det ekonomiska utfallet för länderna i stort blir olika beroende på vilket val beställaren gör.
| Vald leverantör | Utfall Sverige | Utfall Norge | Utfall Totalt |
| --------------- | -------------- | ------------ | ------------- |
| Svensk          | 10000 Kr       | -100000 Kr   | -90000 Kr     |
| Norsk           | 0 Kr           | -90000 Kr    | -90000 Kr     |

I detta fall blir utfallet för den Norska ekonomin bäst om handeln sker inom landet. Detta kan därmed sägas vara ett exempel som visar att frihandel inte under alla omständigheter är bra för nationen.

## Modellens vetenskapliga status
Den ricardianska modellen har dessutom kritiserats för att den inte går att falsifiera, eftersom den inte kan påverkas av verkliga observationer . Enligt Karl Poppers vetenskapskriterier är modellen därmed pseudovetenskaplig.